# NGC 1107
NGC 1107 est une galaxie lenticulaire située dans la constellation de la Baleine. NGC 1107 a été découverte par l'astronome allemand Albert Marth en 1864.

## Caractéristiques
Sa vitesse par rapport au fond diffus cosmologique est de 3 099 ± 20 km/s, ce qui correspond à une distance de Hubble de 45,7 ± 3,2 Mpc (∼149 millions d'al).
À ce jour, une mesure non basée sur le décalage vers le rouge (redshift) donne une distance d'environ 40,800 Mpc (∼133 millions d'al). Cette valeur est tout juste à l'extérieur des valeurs de la distance de Hubble. Notons que c'est avec la valeur moyenne des mesures indépendantes, lorsqu'elles existent, que la base de données NASA/IPAC calcule le diamètre d'une galaxie et qu'en conséquence le diamètre de NGC 1107 pourrait être d'environ 25,9 kpc (∼84 500 al) si on utilisait la distance de Hubble pour le calculer.